# Margarida de Stafford
Margarida de Stafford (em inglês:  Margaret; Brancepeth, c. 1364 — Castelo de Raby, 9 de junho de 1396) foi uma nobre inglesa. Pelo seu casamento com Ralph de Neville, 1.° Conde de Westmorland, era conhecida como senhora Neville

## Família
Margarida era a primeira filha e terceira criança nascida de Hugo de Stafford, 2.° Conde de Stafford e de Filipa de Beauchamp. Seus avós paternos eram Ralph de Stafford, 1º conde de Stafford e Margarida de Audley, 2.° baronesa Audley. Seus avós maternos eram Tomás de Beauchamp, 11.º Conde de Warwick e Catarina Mortimer.
Entre seus irmãos, estavam: Tomás, 3.° conde de Stafford como sucessor do pai, marido de Ana de Gloucester; Guilherme, 4.° conde de Stafford como sucessor do irmão; Catarina, condessa de Suffolk como esposa de Miguel de la Pole. 2.° Conde de Suffolk; Joana, condessa de Kent e duquesa de Surrey como esposa de Tomás Holland, 1.° Duque de Surrey; Edmundo, 5.° conde de Stafford, casado com a viúva de seu irmã Tomás, Ana de Gloucester; Hugo, senhor Bourchier como marido de Isabel Bourchier, baronesa Bourchier, e Ralph, um cavaleiro.

## Biografia
Um contrato de casamento entre Margarida e Ralph, filho de João Neville, 3.° Barão Neville de Raby e Matilde Percy, foi assinado antes de 1370. Eles se casaram em Stafford, por volta de 1382. Ambos tinham cerca de dezoito anos de idade.
A partir do casamento, Margarida passou a ser conhecida como senhora Neville.
Margarida morreu em 9 de junho de 1396, no Castelo de Raby, com aproximadamente trinta e dois anos de idade. Ela foi sepultada na Igreja de São Brandon, em Brancepeth, no condado de Durham.
Após sua morte, Ralph tornou-se conde de Westmorland, e casou-se com Joana Beaufort, filha João de Gante, filho do rei Eduardo III de Inglaterra, e de Catarina Swynford.

## Descendência
Eles tiveram nova filhos:
- João Neville (1387 - antes de 20 de maio de 1420), senhor Neville. Foi marido de Isabel de Holanda, com quem teve três filhos;
- Matilde Neville (m. outubro de 1438), esposa de Piers de Maudley, 5.° senhor de Mauley;
- Filipa Neville (m. entre 8 de julho de 1453 e 5 de janeiro de 1458), esposa de Tomás Dacre, 6.° senhor Dacre. Teve descendência;
- Alice Neville (n. 1384), primeiro foi casada com Sir Tomás Grey de Heton, e depois com Sir Gilberto Lencastre. Teve descendência;
- Isabel Neville, uma freira em Minories, em Londres;
- Ana Neville, esposa de Sir Gilberto de Umfreville de Harbottle. Sem descendência;
- Ralph Neville (1392 - 25 de fevereiro de 1458), foi marido de Maria Ferrers, com quem teve dois filhos;
- Margarida Neville (m. 4 de março de 1464 - 3 de março de 1465), primeiro foi esposa de Ricardo Scrope, 3.° senhor Scrope de Bolton, e depois de Guilherme Cressener de Sudbury. Teve descendência;
- Anastácia Neville.